# Эвкалипт приближающийся
Эвкалипт приближающийся (лат. Eucalyptus accedens) — дерево, вид рода Эвкалипт (Eucalyptus) семейства Миртовые (Myrtaceae), эндемик юго-запада Западной Австралии. Кора содержит талькоподобный порошок, дерево растёт на латерите на возвышенных местах.

## Ботаническое описание
Эвкалипт приближающийся — дерево высотой от 15 до 25 м с ветвями высоко на стволе, образует лигнотубер. Диаметр ствола может достигать 1,5 м, в сухих ветвях и в местах прикрепления опавших ветвей легко образуются дупла. Гладкая кора примечательна тем, что покрыта талькоподобным порошком, который в свежем виде бледно-белый, а к моменту осыпания становится оранжевым. Взрослые листья очередные матового сине-зелёного цвета с обеих сторон, длиной от 8 до 18 см и шириной от 1,2 до 3 см, ланцетнпй формы и сужаются к заострённой вершине. Черешки листьев имеют длину от 1,3 до 3,2 см.
Белые цветки появляются в период с декабря по апрель. Соцветие одиночное пазушное с цветоносом длиной от 0,7 до 1,7 см. Плоды от цилиндрической до бочкообразной формы, шириной от 0,5 до 0,9 см с коричневыми семенами яйцевидной или уплощённо-яйцевидной формы и длиной от 1,5 до 2,5 мм.
Eucalyptus wandoo и E. accedens имеют очень похожий внешний вид, но их можно отличить по порошкообразному налёту оранжевого цвета на коре E. accedens, который появляется сезонно. У E. accedens также более крупные и округлые бутоны и более округлая молодая листва.

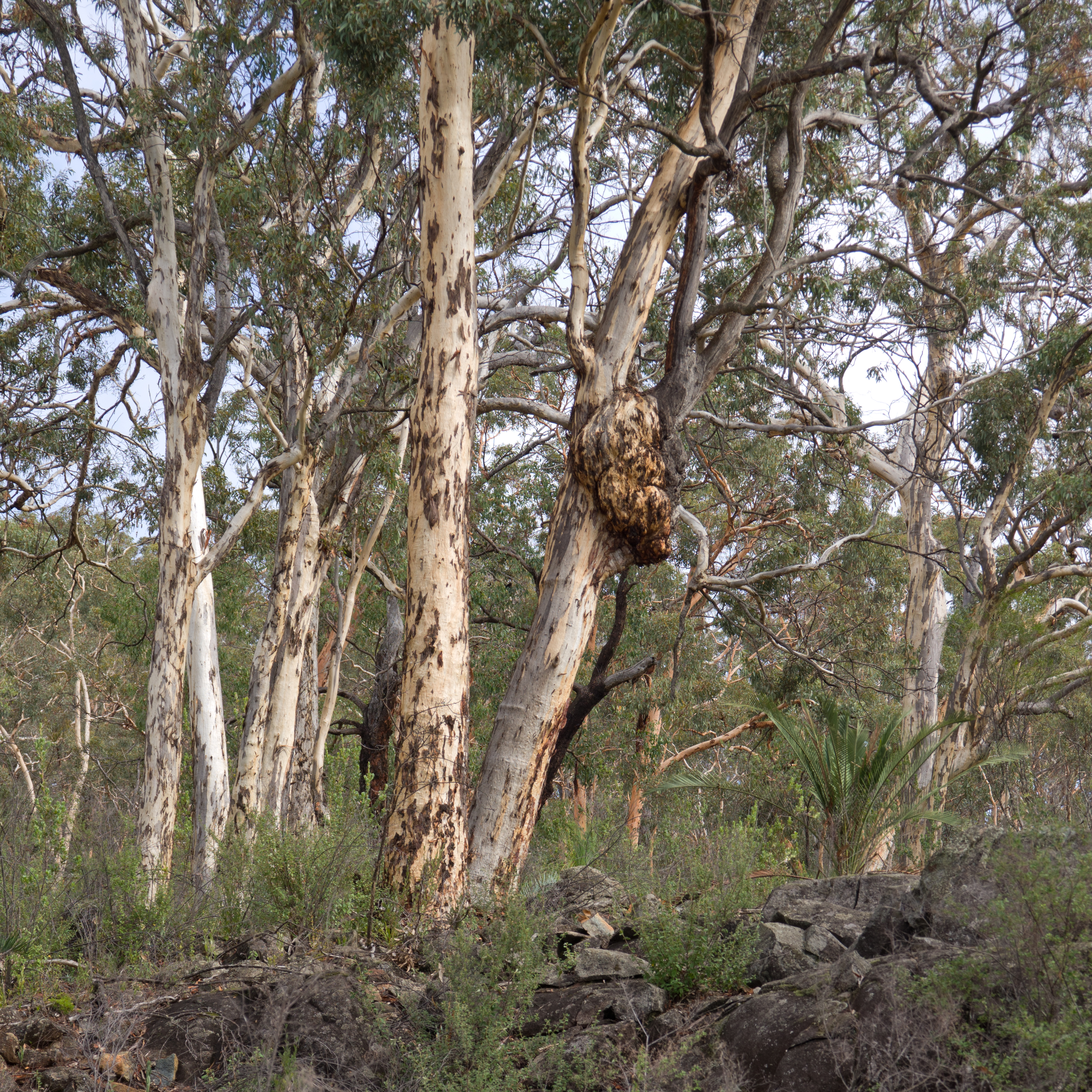
В природе
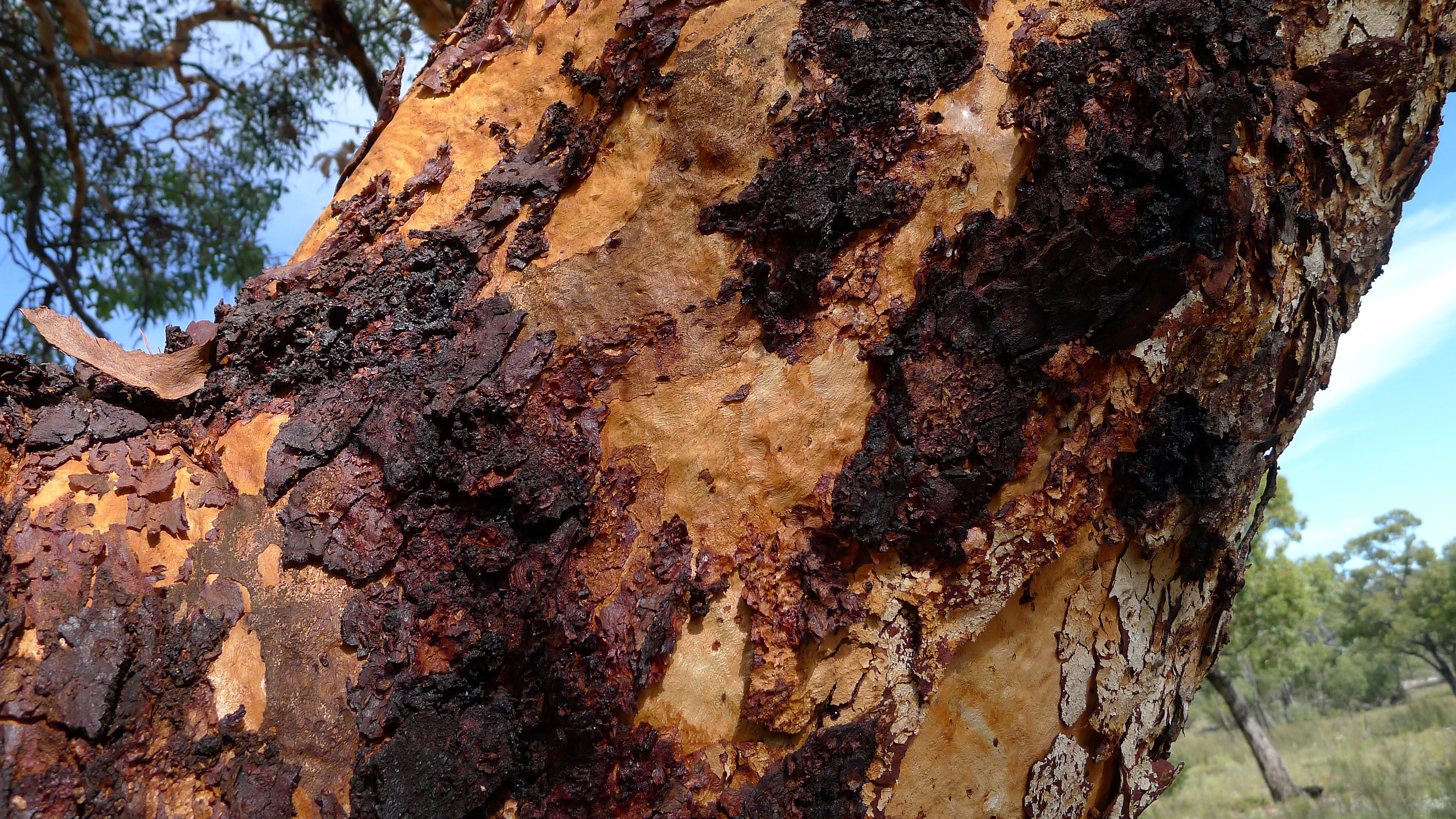
Кора
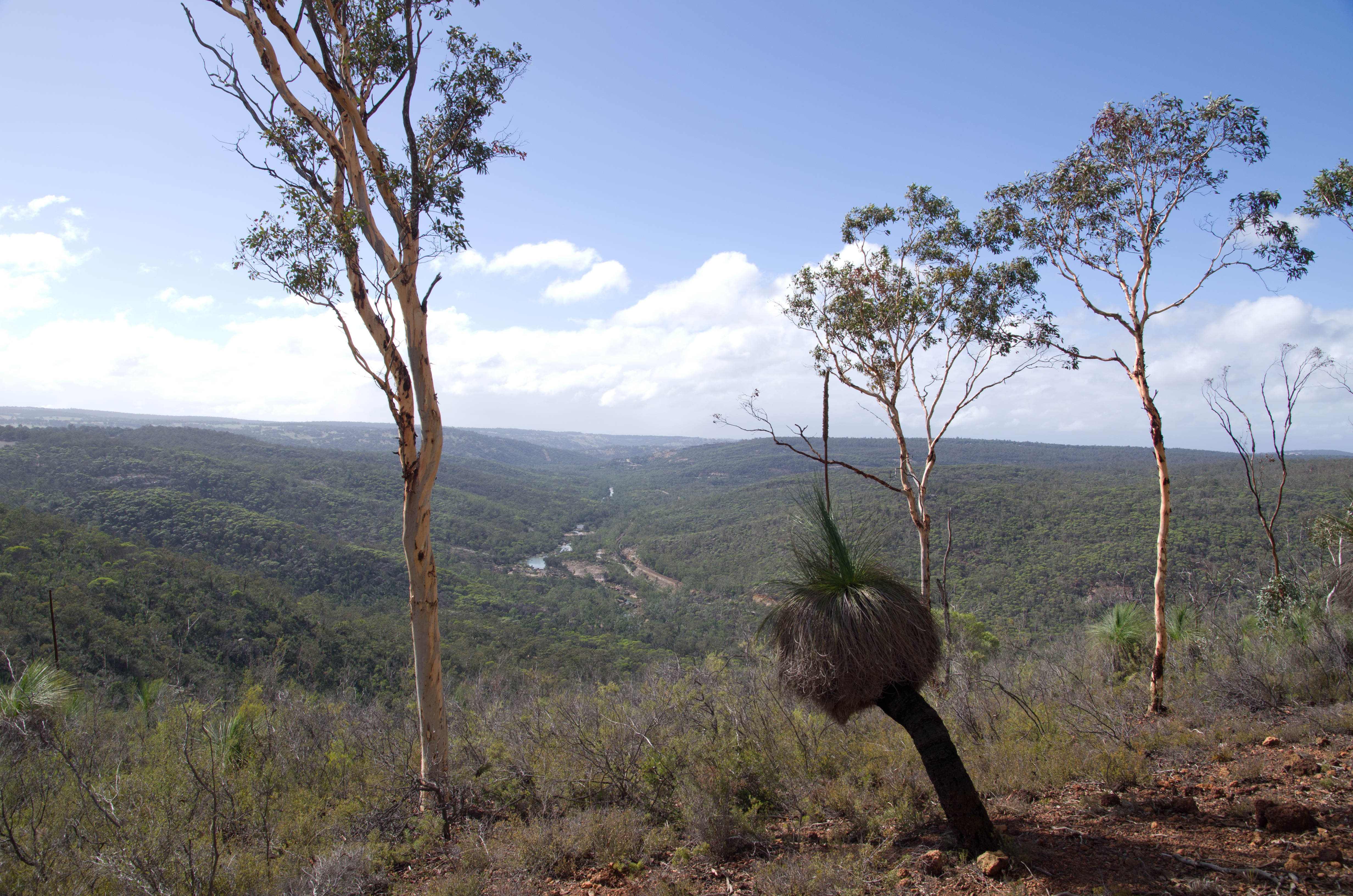
Эвкалипт приближающийся и ксанторрея

## Таксономия
Вид Eucalyptus accedens был впервые официально описан в 1904 году Уильямом Винсентом Фицджеральдом из образцов, которые он собрал недалеко от Пингелли годом ранее. Видовой эпитет — accedens — от латинского слова, означающего «приближающийся» или «напоминающий», что относится к сходству коры этого вида с корой Eucalyptus wandoo.

## Распространение и местообитание
Эндемик Западной Австралии. Растёт на гравийных или суглинистых почвах поверх латерита. Встречается на каменистых гребнях или латеритных отрогах, часто над зарослями Eucalyptus wandoo. Ареал вида простирается к юго-востоку от Джералдтона округа Средне-Западный на юг через хребет Дарлинг до Уильямса в округе Уитбелт.
В лесных массивах ассоциирован с E. wandoo, который часто встречается на более низких высотах ландшафта, реже произрастает вместе с Eucalyptus astringens, а иногда и с Eucalyptus marginata на западе ареала. В подлеске часто встречаются кустарники, такие как Hypocalymma angustifolia, Hibbertia hypericoides, Hakea lissocarpha, Acacia pulchella, Hovea chorizemifolia, Gastrolobium microcarpum, Lepidosperma leptostachyum и Bossiaea eriocarpa.

## Использование
Эвкалипт приближающийся используется как декоративное дерево для тени или укрытия. Кора часто используется для отпугивания муравьев. Дерево переносит широкий спектр типов почв, за исключением известняка, достаточно устойчиво к засухе и доступен в виде семян или саженцев.
Порошок, который накапливается на стволе, был протестирован в качестве отпугивающего средства для членистоногих в 2004 году. Результаты показали, что смертность муравьев была намного выше на бумажных дисках, покрытых порошком, чем на контрольных дисках.

## Охранный статус
Эвкалипт приближающийся классифицируется Государственным департаментом парков и дикой природы Западной Австралии как «не угрожаемый». Международный союз охраны природы классифицирует природоохранный статус вида как «вызывающий наименьшие опасения».